# Herb Izraela
Herb Państwa Izrael (hebr. סמל מדינת ישראל, semel medinat Isra’el, arab. شعار إسرائيل) – oficjalnie przyjęty 10 lutego 1949 roku i obowiązujący od tego dnia na podstawie Prawa flagi i herbu przyjętego przez Tymczasową Radę Państwa . Od 2018 roku jest uznany za symbol określający Państwo Izrael w prawie zasadniczym, co nadaje mu status konstytucyjny .

## Historia

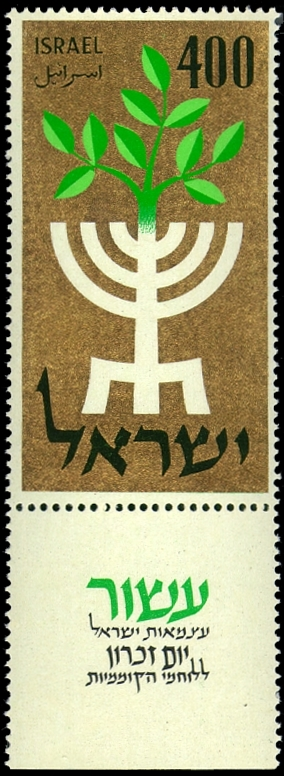
Przykład menory, którą znajdowano w mozaikach starożytnych synagog

Powstałe w maju 1948 roku Państwo Izrael nie posiadało od razu swojej oficjalnej flagi i herbu. 8 czerwca 1949 roku ogłoszono konkurs na zaprojektowanie herbu Izraela, do którego mogli nadsyłać prace wszyscy obywatele kraju. Podano również wskazówki, co do wyglądu, czyli:
- dominującymi kolorami powinny być biały i błękitny, autor może dodać również swój własny,
- w centrum powinna znaleźć się siedmioramienna menora i siedem sześcioramiennych gwiazd[3].

Do stworzonej na potrzeby konkursu Rady ds. flagi i herbu spłynęło około 450 prac. Prace trwały długo i początkowo wybrano pracę Walisza i Struskiego. Przedstawiała ona białą siedmioramienną menorę ze Świątyni Jerozolimskiej na niebieskim tle. Nad świecznikiem był poziomy pas bieli z siedmioma złotymi gwiazdami. Odwoływało się do pomysłu Theodora Herzla, który chciał umieścić gwiazdę Dawida na przyszłej fladze. Miały one również symbolizować siedem dni tygodnia. Projekt miał odwoływać się do „wspaniałej przeszłości” i „świetlanej przyszłości” . Ostatecznie nie zdecydowano się na tę propozycję. Kolejną, braną pod uwagę była propozycja Itamara Dawida i Jerachmi’ela Szechtera. Uzupełnili oni wizerunek menory otoczonej siedmioma gwiazdami Dawida napisem, który znajdował się pod świecznikiem, שלום על ישראל (szal al Israel, pol. pokój Izraelowi) stylizowanego po lewej na lulaw, a po prawej na szofar. W ich projekcie herb miał kształt elipsy, co miało nadać mu charakter królewskiej pieczęci. Z kolei menora miała wygląd tych z mozaik, które znajdowano w starożytnych synagogach. Projekt ten nawiązywał do rytuałów judaizmu, przeszłości oraz wytycznych Rady. Tym razem również nie zdecydowano się na tę propozycję. 12 listopada 1948 roku ogłoszono w prasie kolejny konkurs na herb. Tym razem zgłosiło 131 uczestników. Pośród nadesłanych prac faworytem była ta przesłana przez braci Maksima i Gabri’ela Szamirów. Była ona dopracowana pod względem heraldycznym. W centrum tarczy znajdowała się menora, a nad każdym jej ramieniem jedna gwiazda Dawida. Świecznik otoczony był z lewej i prawej identycznymi gałązkami oliwnymi będącymi swoim odbiciem lustrzanym. Rada uznała, że kształt menory był zbyt modernistyczny i poprosili braci o nadanie jej kształtu tej, znanej z Łuku Tytusa w Rzymie. Ostatecznie skłoniono się ku poprawionej wersji projektu Szamirów, dodając pod menorą, pomiędzy gałązkami napis ישראל (Isra’el) .
Należy zaznaczyć, że projekty były różnorodne. Ukazywały one m.in. jednego lwa lub dwa lwy Judy z menorą, menorę wpisaną w tablice przymierza, lwa Judy trzymającego tarczę z gwiazdą Dawida. Pojawiały się również symbole zwierzęce, przypisywane w Tanachu plemionom Izraela.

## Symbolika herbu i barwy

### Barwy
Herb Państwa Izrael występuje w kilku wersjach o różnych barwach. Dwie z nich to:
- Niebiesko-złota – używana jest w momencie, kiedy herb używany jest sam w sobie, jako oficjalny herb państwa[3][4] [5],
- Niebiesko-srebrna – używana jest przez urząd Prezydenta Państwa Izrael, na proporcach i dokumentach[5].

### Symbolika

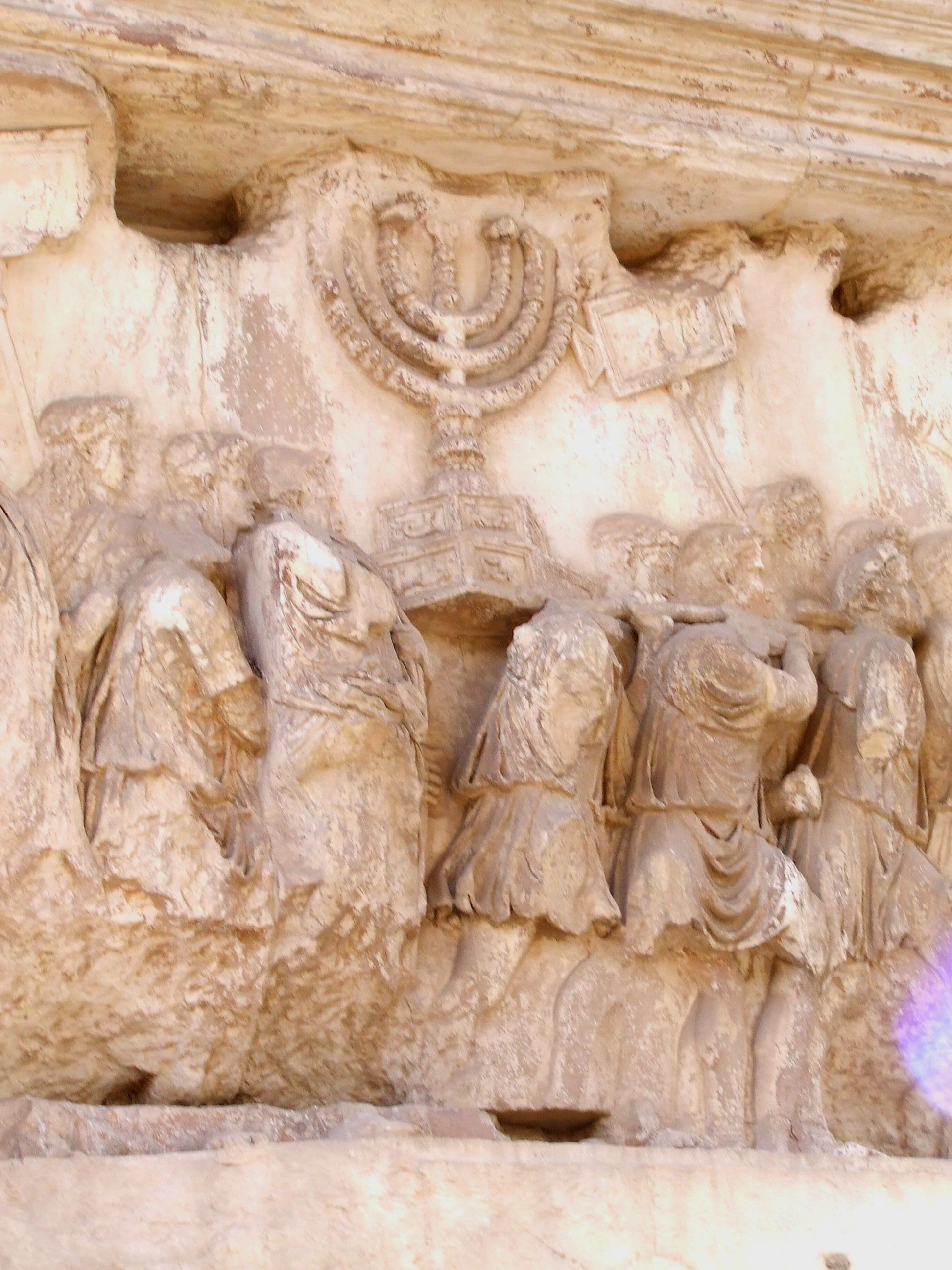
Menora na Łuku Tytusa

Herb odwołuje się do wersetu z Księgi Zachariasza: „...Widzę świecznik, cały ze złota, a u jego szczytu zbiornik, podtrzymujący siedem lamp, a każda lampa ma siedem palników. I dwie oliwki stoją, jedna z prawej, a druga z lewej strony zbiornika” (Za 4:2,3). Jego stworzenie w Izraelu ma symbolizować zrealizowanie celów ruchu syjonistycznego .
Od ok. 3 tysięcy lat menora stanowi ważny element historii żydowskiej i judaizmu. Jej światło rozświetlało zarówno wnętrze Przybytku Mojżeszowego oraz I i II Świątyni w Jerozolimie. Od tamtych czasów menora służy jako symbol spuścizny żydowskiej w różnych miejscach i formach. Siedem ramion menory ma symbolizować wszechświat, a sam świecznik ma symbolizować oświecenie, jakie spłynęło z góry Syjon oraz rolę Żydów wśród narodów świata. Przedstawia on posłannictwo narodu wybranego. Menora została wybrana jako główny element herbu Państwa Izrael ze względu na jej historyczne konotacje, odwołanie do świetności czasów starożytnych i związek z judaizmem. Ponadto, menora na Łuku Tytusa występuje jako symbol stłumienia powstania żydowskiego i zniszczenia Jerozolimy w 70 roku n.e. Jej umieszczenie w herbie ma symbolizować odrodzenie się narodu żydowskiego oraz jego powrót do swojej ojczyzny .
Gałązki oliwne mają odwoływać się do pokojowych zamiarów i postaw Żydów, a także do cytowanej Księgi Zachariasza. Ponadto ukazują one ważną rolę drzew oliwnych w gospodarce starożytnego i nowoczesnego Izraela. Gałązki stanowią dodatkowo element dekoracyjny herbu .
Napis ישראל ma odzwierciedlać nazwę nowego państwa, a także jest częścią frazy „pokój Izraelowi” (שלום על ישראל).

## Użytkowanie i prawo
Symbol ten można dzisiaj zobaczyć na budynkach rządu izraelskiego i administracji państwowej, na gmachach ambasad Izraela na całym świecie, sądach, oficjalnych dokumentach, na sztandarze prezydenta Państwa Izrael, dowodach osobistych i paszportach.
Według Prawa flagi i herbu nikt, bez pozwolenia lub licencji od Ministra Spraw Wewnętrznych, nie może produkować przedmiotów z herbem Państwa Izrael lub też umieszczać herbu na przedmiotach. Poza tym użytkowanie herbu również oparte jest na zgodzie lub licencji takiego ministra. Zniszczenie herbu lub jego znieważanie może być objęte karą pozbawienia wolności do lat 3 .
Prawo Zasadnicze: Izrael – Państwo Narodowe Narodu Żydowskiego w art. 2 stwierdza, że herb, obok flagi i hymnu, jest symbolem określającym Państwo Izrael .

## Użycie

Flaga Premiera Izraela na morzu
Flaga Ministra Obrony na morzu
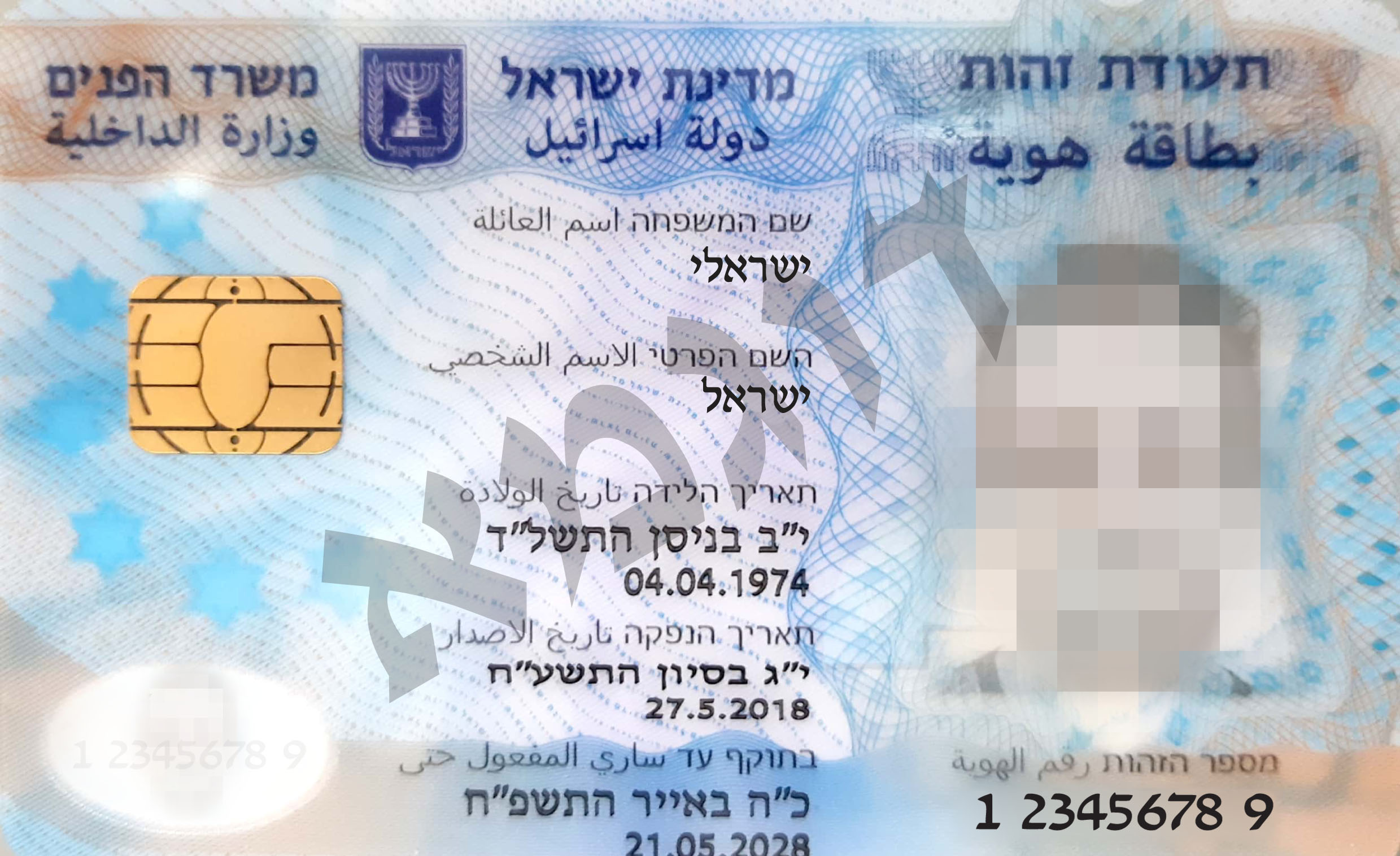
Dowód osobisty
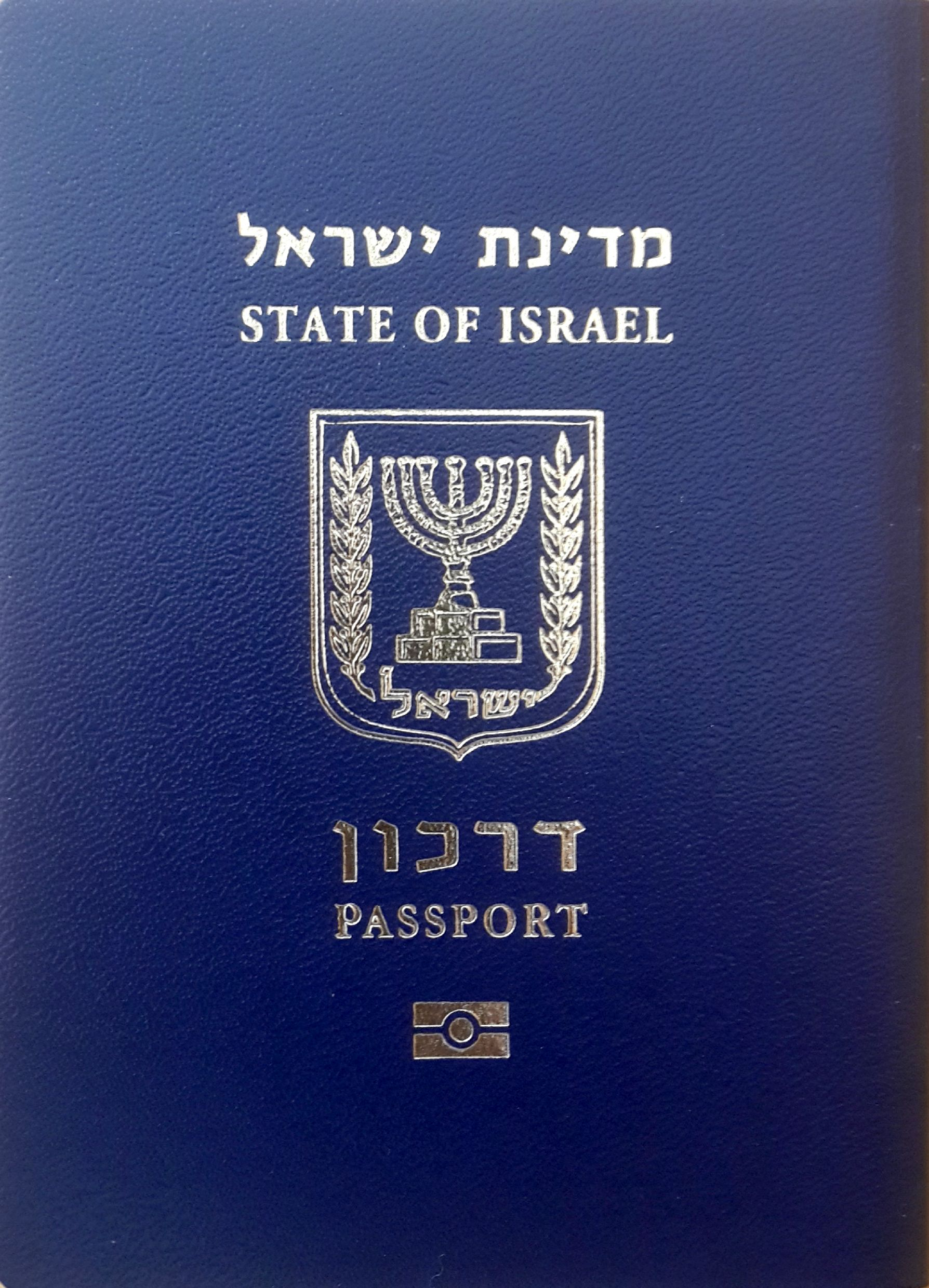
Paszport Państwa Izrael
Niebiesko-srebrny herb na sztandarze urzędu Prezydenta Państwa Izrael
Herb stosowany przez urząd prezydenta
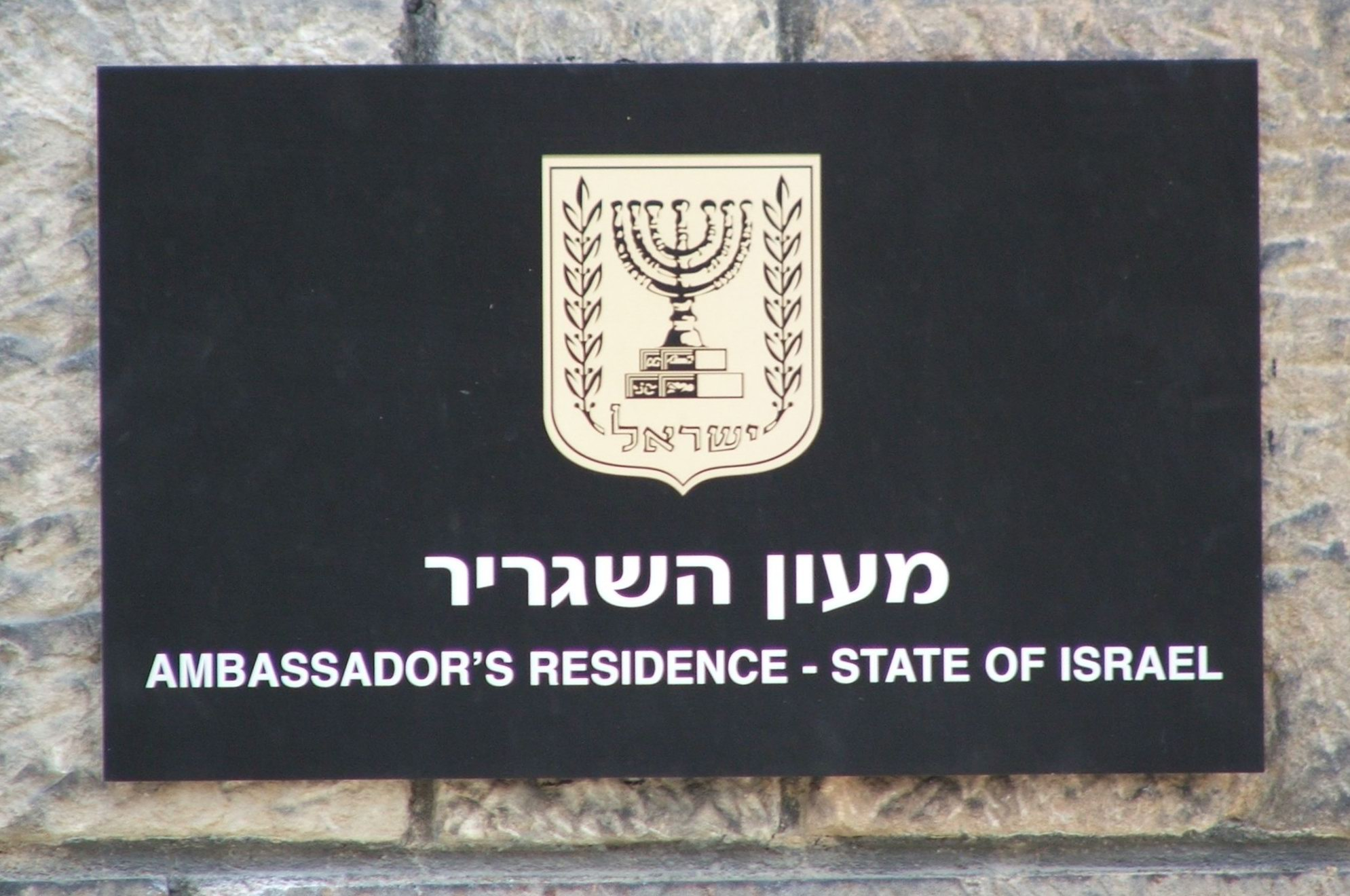
Oznaczenie ambasady Państwa Izrael